# Помірки
Помі́рки — село в Україні, у Лебединській міській громаді Сумського району Сумської області. Населення становить 122 осіб. До 2020 орган місцевого самоврядування — Василівська сільська рада.

## Географія
Село Помірки знаходиться за 4 км від правого берега річки Грунь. На відстані 0,5 км розташоване село Савониха (зняте з обліку в 1988 році), за 2 км — селище Мирне. По селу протікає пересихаючий струмок з загатою.

## Історія
12 червня 2020 року, відповідно до Розпорядження Кабінету Міністрів України № 723-р «Про визначення адміністративних центрів та затвердження територій територіальних громад Сумської області» увійшло до складу Лебединської міської громади.
19 липня 2020 року, після ліквідації Лебединського району, село увійшло до Сумського району.